# Astronesthes indopacificus
 Astronesthes indopacificus és una espècie de peix de la família dels estòmids i de l'ordre dels estomiformes.

## Morfologia
- Els mascles poden assolir 21 cm de longitud total.[4][5]

## Hàbitat
És un peix marí i d'aigües profundes que viu entre 100-3.178 m de fondària.

## Distribució geogràfica
Es troba al Mar de les Filipines.